# Moskenes
Moskenes è un comune norvegese della contea di Nordland. Il comune comprende la parte meridionale dell'isola di Moskenesøya, appartenente all'arcipelago delle Lofoten.
All'interno del comune sono presenti i piccoli villaggi di Sørvågen e Å.